# Ja'Marr Chase
Ja'Marr Anthony Chase (Harvey, 1º marzo 2000) è un giocatore di football americano statunitense che milita nel ruolo di wide receiver per i Cincinnati Bengals della National Football League (NFL).

## Scuole superiori
Chase ha frequentato l'Archbishop Rummel High School di Metairie, in Louisiana, nei sobborghi di New Orleans. Durante la sua carriera liceale, ha totalizzato 115 ricezioni per 2.152 yard e 30 touchdown. Si è poi trasferito alla Louisiana State University (LSU) per giocare a football americano universitario.

## Carriera universitaria

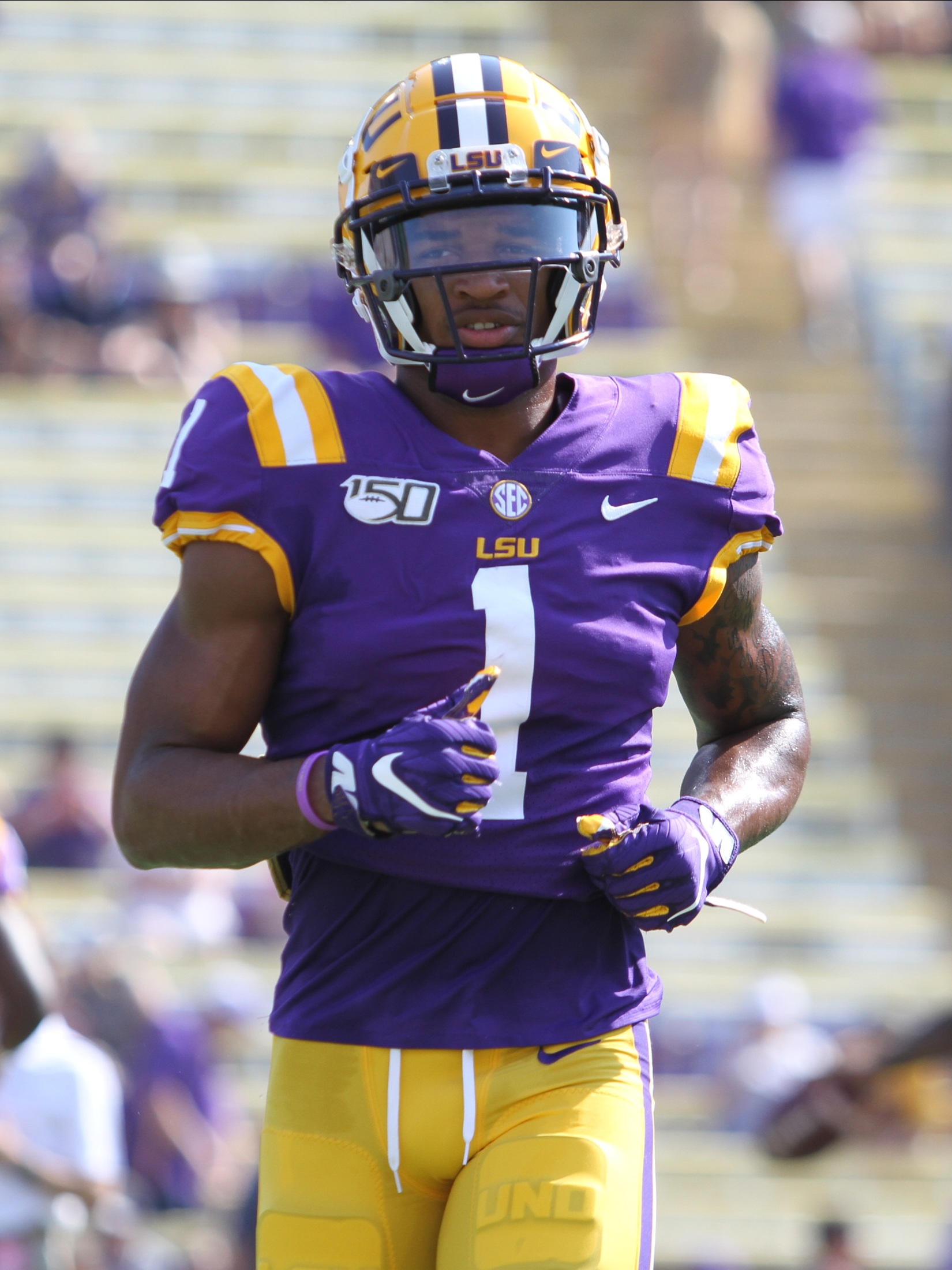
Chase al college nel 2019

Come matricola a LSU nel 2018, Chase ha giocato in tutte le 13 partite, partendo da titolare sette volte e concludendo la stagione con 23 ricezioni per 313 yard e tre touchdown.
Nella sua seconda stagione, partendo da titolare fisso, ha guidato la FBS (Football Bowl Subdivision, la principale divisione del college football) in yard (1.780 yard totali, 21,2 di media) e touchdown (20) su ricezione. I suoi 20 touchdown in ricezione stabilirono un record della Southeastern Conference (SEC), battuto da DeVonta Smith l'anno successivo. Per sei volte eclissò 100 yard e altre tre volte 200 yard su ricezione in una singola partita, incluso un record per i College Football Playoff di 221 yard contro Clemson. Alla fine della stagione regolare, Chase venne premiato con il Fred Biletnikoff Award come miglior ricevitore nel football universitario e venne incluso all'unanimità nella squadra All-America.
Un mese prima dell'inizio della stagione 2020, Chase informò LSU che avrebbe saltato l'anno da junior per concentrarsi sulla sua futura carriera professionistica. Secondo quanto riferito, la decisione di Chase non era specificamente correlata alla pandemia COVID-19, ma piuttosto legata al consiglio di diversi agenti, che avevano convinto Chase, visto già allora da tutti gli analisti come una sicura scelta al primo giro, a non disputare la sua terza stagione collegiale, ed evitare così il rischio di potenziali infortuni.
Vittorie e premi
- Campione NCAA (2019)
- Fred Biletnikoff Award (2019)
- College Football All-America Team (2019)
- First-team All-SEC (2019)

## Carriera professionistica
Chase fu scelto come quinto assoluto del Draft NFL 2021 dai Cincinnati Bengals, il primo ricevitore chiamato. 

### Stagione 2021
Debuttò come professionista nella gara del primo turno vinta ai supplementari contro i Minnesota Vikings ricevendo 101 yard e un touchdown dal quarterback Joe Burrow, suo ex compagno a LSU. Per questa prestazione fu premiato come rookie della settimana. Nella settimana 3 segnò per la prima volta due marcature su ricezione nella vittoria sui Pittsburgh Steelers. Alla fine di settembre fu premiato come miglior rookie offensivo del mese. Nella settimana 7 ricevette un record di franchigia per un debuttante di 201 yard, venendo premiato come miglior giocatore offensivo della AFC della settimana.
Nella settimana 17 contro i Kansas City Chiefs, Chase ricevette 266 yard e 3 touchdown nella vittoria per 34–31, venendo ancora premiato come giocatore offensivo della AFC della settimana. Quelle 266 yard non solo furono un record di franchigia ma anche un record NFL per un rookie. Nell'ultimo turno con 26 yard ricevute superò il record stagionale di franchigia di Chad Johnson. A fine stagione fu convocato per il suo primo Pro Bowl e inserito nel Second-team All-Pro dopo essersi classificato quarto nella NFL con 1.455 yard ricevute, un record NFL per un debuttante, e terzo con 13 touchdown su ricezione. Il 10 febbraio 2022 fu premiato come rookie offensivo dell'anno.
Nel turno delle wild card contro i Las Vegas Raiders, Chase ebbe 9 ricezioni per 116 yard, contribuendo alla prima vittoria dei Bengals nei playoff dal 1990. Nel Divisional Round contro i Tennessee Titans fece registrare 109 yard ricevute, facendone il giocatore più giovane della storia a ricevere 100 yard in due partite dello stesso anno di playoff. Nella finale di conference ricevette 54 yard e un touchdown nella vittoria per 27–24 ai tempi supplementari contro i Kansas City Chiefs, qualificando i Bengals per Super Bowl LVI, la loro prima presenza dal 1988. Le 279 yard ricevute nei playoff da Chase furono un nuovo record per un rookie, battendo il precedente di 242 stabilito da Torry Holt nel 1999. Il 13 febbraio 2022 i Bengals si arresero ai Los Angeles Rams nella finalissima perdendo per 23-20, in una gara in cui ricevette 5 passaggi per 89 yard.

### Stagione 2022
Nella stagione 2022 Chase saltò le gare dall'ottavo al dodicesimo turno per un infortunio. Tornò in campo nella settimana 13 ricevendo 7 passaggi per 97 yard nella vittoria sui Chiefs. A fine stagione fu convocato per il suo secondo Pro Bowl dopo avere ricevuto 87 passaggi per 1.046 yard e 9 touchdown malgrado cinque partite saltate per infortunio. Nel primo turno di playoff ricevette 84 yard e un touchdown nella vittoria sui Ravens. La settimana successiva, in un Highmark Stadium innevato, guidò la squadra con 61 yard ricevute e una marcatura nella vittoria sui Buffalo Bills per 27-10.

### Stagione 2023
I Bengals, complice un infortunio di Joe Burrow, iniziarono la stagione 2023 perdendo tre delle prime quattro gare. Si rifecero nel quinto turno battendo gli Arizona Cardinals con Chase che beneficiò della ritrovata salute del suo quarterback ricevendo 15 passaggi per 192 yard e 3 touchdown. Per questa prestazione fu premiato come giocatore offensivo della AFC della settimana. Nell'ottavo turno ricevette 10 passaggi per 100 yard e un touchdown nella vittoria esterna sui San Francisco 49ers. A fine stagione fu convocato per il suo terzo Pro Bowl dopo avere fatto registrare 100 ricezioni per 1.216 yard e 7 touchdown.

### Stagione 2024
Nel quinto turno della stagione 2024, la sconfitta ai tempi supplementari 38-41 contro i Baltimore Ravens, Chase fece 10 ricezioni per 193 yard e due touchdown, prestazione che gli valse il riconoscimento di running back della settimana, premio aperto da questa stagione anche ai ricevitori e ai tight end. Nell'anticipo del decimo turno Chase ricevette 11 passaggi per 264 yard e 3 touchdown ma i Bengals furono sconfitti per 35-34 dai Ravens. Divenne così il primo giocatore della storia con più di una partita in carriera con almeno 250 yard ricevute e 3 touchdown e inoltre stabilì un record per il maggior numero di yard ricevute contro lo stesso avversario in una stagione. La sua prestazione gli valse inoltre il riconoscimento di running back della settimana. Nell'undicesimo turno, con due touchdown Chase divenne il terzo giocatore della storia, dopo Randy Moss e Rob Gronkowski, a superare i 40 touchdown su ricezione in carriera prima di compiere 25 anni. Nel quattordicesimo turno fu premiato come miglior giocatore offensivo della AFC della settimana dopo avere fatto registrare 14 ricezioni per 177 yard e due touchdown (incluso quello da 40 yard della vittoria) contro i Dallas Cowboys. Nell'ultimo turno fece registrare 10 ricezioni per 96 yard e un touchdown nella vittoria sugli Steelers. A fine stagione fu convocato per il suo quarto Pro Bowl e inserito nel First-team All-Pro dopo avere conquistato la tripla corona dei ricevitori, guidando la NFL in ricezioni (127), yard ricevute (1.706) e touchdown su ricezione (17). Fu inoltre premiato come FedEx Ground Player dell'anno e si classificò ottavo nel premio di MVP della NFL.

### Stagione 2025

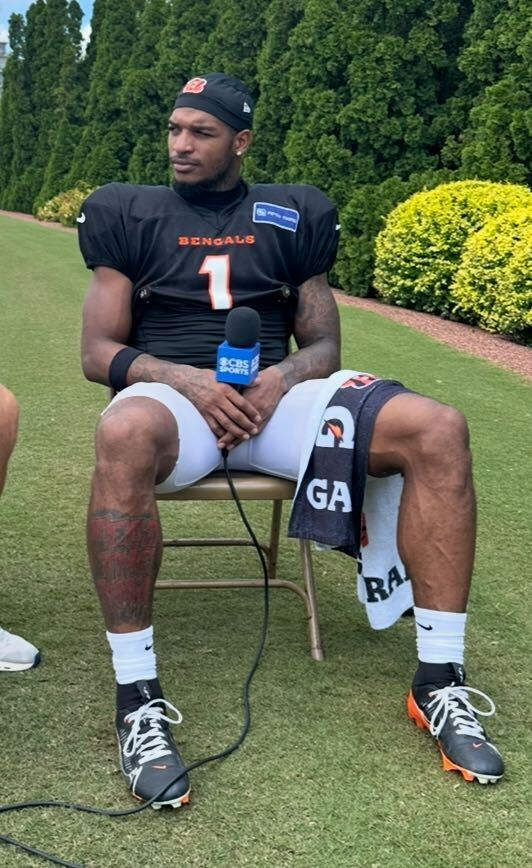
Chase nel training camp 2025

Il 16 marzo 2025 Chase firmò un rinnovo contrattuale quadriennale del valore di 161 milioni di dollari, diventando il giocatore non quarterback più pagato nella storia della lega, con 40,25 milioni l'anno, superando il precedente record di 40 milioni l'anno di Myles Garrett. Primato poi a breve superato da T.J. Watt con 41 milioni l'anno.

## Palmarès

### Franchigia
- American Football Conference Championship: 1

Cincinnati Bengals: 2021

### Individuale
- Convocazioni al Pro Bowl: 4

2021, 2022, 2023, 2024
- Second-team All-Pro: 1

2021
- Running back della settimana: 1

5ª del 2024
- Running back dell'anno: 1

2024
- Rookie offensivo dell'anno - 2021
- Giocatore offensivo della AFC della settimana: 4

7ª e 17ª del 2021, 5ª del 2023, 14ª del 2024
- Rookie offensivo del mese: 1

settembre 2021
- Rookie della settimana: 5

1ª, 5ª, 6ª, 7ª e 17ª del 2021
- PFWA All-Rookie Team - 2021
- Leader della NFL in yard ricevute: 1

2024
- Leader della NFL in touchdown su ricezione: 1

2024

## Statistiche

### Stagione regolare
| Stagione | Stagione | Stagione | Stagione | Ricezioni | Ricezioni | Ricezioni | Ricezioni | Ricezioni |     | Fumble | Fumble |
| Anno     | Squadra  | P        | PT       | Ricezioni | Ricezioni | Ricezioni | Ricezioni | Ricezioni |     | Fumble | Fumble |
| Anno     | Squadra  | P        | PT       | Ric       | Yard      | Media     | Max       | TD        | Fmb | Persi  |        |
| -------- | -------- | -------- | -------- | --------- | --------- | --------- | --------- | --------- | --- | ------ | ------ |
| 2021     | CIN      | 17       | 17       | 81        | 1 455     | 17,9      | 82        | 13        | 2   | 1      |        |
| 2022     | CIN      | 12       | 12       | 87        | 1 046     | 12,0      | 60        | 9         | 2   | 2      |        |
| 2023     | CIN      | 16       | 16       | 100       | 1 216     | 12,2      | 76        | 7         | 1   | 0      |        |
| 2024     | CIN      | 17       | 16       | 127       | 1 708     | 13,5      | 70        | 17        | 0   | 0      |        |
| Totale   | Totale   | 62       | 61       | 395       | 5 425     | 13,7      | 82        | 46        | 5   | 3      |        |

### Play-off
| Stagione | Stagione | Stagione | Stagione | Ricezioni | Ricezioni | Ricezioni | Ricezioni | Ricezioni |     | Fumble | Fumble |
| Anno     | Squadra  | P        | PT       | Ricezioni | Ricezioni | Ricezioni | Ricezioni | Ricezioni |     | Fumble | Fumble |
| Anno     | Squadra  | P        | PT       | Ric       | Yard      | Media     | Max       | TD        | Fmb | Persi  |        |
| -------- | -------- | -------- | -------- | --------- | --------- | --------- | --------- | --------- | --- | ------ | ------ |
| 2021     | CIN      | 4        | 4        | 25        | 368       | 14,7      | 57        | 1         | 0   | 0      |        |
| 2022     | CIN      | 3        | 3        | 20        | 220       | 11,0      | 35        | 2         | 0   | 0      |        |
| Totale   | Totale   | 7        | 7        | 45        | 588       | 13,1      | 57        | 3         | 0   | 0      |        |

Fonte: Football Database
In grassetto i record personali in carriera —      leader della lega
Statistiche aggiornate alla stagione 2024